# Основне виробництво
Основне́ виробни́цтво — це галузь виробничої сфери, яка виробляє матеріальну продукцію (сировинний, паливно-енергетичний, будівельний комплекси, виробництво товарів народного споживання). Піднесення добробуту людей, примноження суспільного багатства країни значною мірою визначає саме цими галузями матеріального виробництва.
З бухгалтерської точки зору процес виробництва — це сукупність господарських операцій, пов’язаних із виробництвом продукції, виконанням робіт, наданням послуг